# Ministro-presidente dei Paesi Bassi
Il ministro-presidente dei Paesi Bassi (in olandese Minister-president van Nederland) è il capo del governo dei Paesi Bassi e presiede il Consiglio dei ministri. Svolge anche il ruolo di ministro degli affari generali.
Il titolo di "ministro-presidente" è stato adottato ufficialmente nel 1945, mentre prima di allora l'incarico era denominato "presidente del Consiglio dei ministri" (Voorzitter van de Ministerraad). Viene spesso chiamato "premier" in modo informale.

## Ruolo e funzioni
Sebbene il ministro-presidente sia la figura politica principale nei Paesi Bassi, non è potente come il primo ministro britannico e il Cancelliere tedesco. Ciò è dovuto principalmente al fatto che, storicamente, tutti i ministri olandesi erano responsabili nei confronti del monarca; i ministri si sono alternati per ricoprire la posizione di presidente, e nel ruolo avevano poco o nessun controllo sugli altri ministri. Il ruolo del presidente ha acquisito importanza quando i ministri sono diventati responsabili nei confronti del parlamento e la posizione è diventata per lo più riservata al leader del più grande partito politico nella Tweede Kamer. Tuttavia, poiché la posizione detiene poteri limitati rispetto al suo equivalente in altre democrazie parlamentari vicine, il ruolo del ministro-presidente è descritto come primus inter pares ("primo fra pari"). A seguito della revisione costituzionale del 1983, la posizione di ministro-presidente è stata formalizzata per la prima volta nella Costituzione olandese. Essa stabilisce che il ministro-presidente presiede il Consiglio dei ministri (articolo 45) ed è nominato con decreto reale (articolo 43). Il decreto reale sulla loro nomina e quelli degli altri ministri devono essere controfirmati dal ministro-presidente (articolo 48).
Il ministro-presidente presiede le riunioni settimanali del Consiglio dei ministri e ha il potere di stabilire l'ordine del giorno di tali riunioni. È anche Ministro degli Affari generali, che svolge un ruolo importante nel coordinamento delle politiche ed è responsabile del Servizio informazioni governativo. Ogni settimana ha un incontro con il re per informarlo sulla politica del governo. Dopo le riunioni del gabinetto di venerdì, il ministro-presidente ospita una conferenza stampa sulle decisioni del gabinetto e gli affari correnti. L'ufficio del ministro-presidente si trova in una torre a forma esagonale, denominata "La piccola torre" (Torentje), nel Binnenhof a L'Aia. La residenza ufficiale (che viene utilizzata solo per funzioni ufficiali) è il Catshuis.
Sebbene il ministro-presidente sia quasi sempre il leader politico del suo partito e un membro della Tweede Kamer, è tenuto a rinunciare al seggio per la durata del suo mandato, poiché i ministri olandesi non possono essere membri degli Stati generali.